# Сърнела
Сърнелата (Macrolepiota procera), наричана още чадъреста гъба, конска гъба, вретенка, самодивска гъба, кукумарка (в района на планината Странджа) и змийска гъба, е вид базидиева гъба от род сърнели (Macrolepiota). Сърнелата е широко разпространена в България и се среща доста често. Най-изявеното ѝ качество е, че е много добра и вкусна ядлива гъба. Добре позната е яйцевидната млада и огромната разтворена гугла на тази сърнела. Диаметърът на разтворената гугла и височината на гъбата лесно достигат 40 см.

## Характерни белези
- Гугла:

Отначало формата ѝ е яйцевидна и не се разперва докато не се е изпънало стъблото напълно. Тогава обемът ѝ се увеличава. Гуглата, докато се развива и бавно разперва, скъсва частичното покривало под своите пластинки, оставяйки пръстенче около стъблото. Напълно развитата гугла е плоска, при благоприятно време и влажност с огромен диаметър, с концентрично разположени кръгове от кафяви люспи на бял, кремав, или бледо-кафеникав фон.
В центъра на гуглата е разположена пъпка (гърбица) и е винаги покрита със същата кафява матова материя от която са направени тъмните люспи около нея. От към краищата на гуглата лесно се премахват и бели влакна, прах и други фини частици. Ръбът на гуглата не е подвит, а висящи парченца придават назъбеност.
- Месо:

Месото е сравнително меко но е леко жилаво и не се разпада. На цвят е бяло но при нараняване може да се оцвети леко розово. Има приятен аромат на ядки и по-точно на лешници, който е най-изразен при застаряващите сърнели. Вкусът е също така приятен.
- Пластинки:

Бели, понякога с розови шарки и досто нагъсто разположени. Не са сраснали с пънчето и са деликатни – лесно се пречупват.
- Споров прашец:

Бял.
- Пънче:

Високо (до около 40 см) и се развива преди гуглата. Отначало вътрешността му е плътна и бяла, по-късно куха и със здрави влакна. Пънчето е украсено с уникално съчетание от люспички, наподобяващо змийска кожа. По дължината на стъблата на развитите гъби има бяло и меко пръстенче, което може да се движи нагоре и надолу. В основата си пънчето е крушковидно.

## Месторастене
Любимите кътове на сърнелата са откритите планински пасища и горски поляни. Нерядко се среща и в гори, шубраци и храсталаци но там рядко плододава повече от едно плодно тяло. Не обича влагата, а и расте в сухо време когато други гъби плододават слабо. Често се срещат и самодивски кръгове от няколко сърнели. Нейният сезон на плододаване е дълъг – от ранна пролет до късна есен. Сърнелата, както и други полски гъби, е нетолерантна към почва обработена с изкуствена тор и химикали.

## Събиране
Гъбата е ценена високо. Гуглата, разперена или не, се отрязва, като пънчето се премахва поради това, че е жилаво, твърдо, влакнесто и поради това – не особено вкусно. Най-много се ценят младите, почти отварящи се гугли. Използва се веднага, като се реже на късове и се готви. Късовете може да се панират или прибавят към баница. Не особено подходяща за сушене, но много добра за консервиране.
При събиране трябва да се внимава сърнелата да не се сбърка с някоя от отровните мухоморки и най-вече да не се събират сърнелки (пример-Lepiota leucothites) които много по-лесно могат да бъдат сбъркани с отровни видове. Понякога съвсем новоизникналите сърнели приличат на други видове и трябва гъбата да се изчака да порасне за пълна сигурност.
Сърнелата лесно се сбърква с близката Червеникава сърнела (M. rhacodes). Този вид е с по-скромни размери, по-едролюспест и месото му червенее при разрязване. Има силен аромат и предпочита по-сенчести места в градини и гори.
Елегантната сърнела (M. mastoidea) прилича на обикновената сърнела, но не расте до същите размери, а люспите и са по слабо развити. Този вид е също така годен за ядене.
В Северна Америка е широко разпространена Chlorophyllum molybdites, която е отровен двойник на сърнелата. Това е гъбата предизвикваща най-много отравяния в Съединените щати.

## Други
На сърнелата е наречена улица в квартал „Карпузица“ в София (Карта).